# Antoni Gutiérrez
Antoni Gutiérrez Díaz (Premiá de Mar, Barcelona; 19 de enero de 1929-Tarrasa; 6 de octubre de 2006), conocido como el Guti, fue un político comunista español, miembro del Partido Socialista Unificado de Cataluña (PSUC). Personalidad clave de los últimos años de la lucha antifranquista en Cataluña y de la Transición española a la democracia. Fue secretario general del PSUC, eurodiputado y vicepresidente del Parlamento Europeo.

## Biografía

### Lucha antifranquista
Estudió medicina especializándose en Pediatría. Su actividad política se inició en su época de estudiante, cuando se afilió al ilegal Sindicato Democrático de Estudiantes. Fue detenido por primera vez en 1953, en plena dictadura franquista. En 1959 se afilió al PSUC (Partit Socialista Unificat de Catalunya, que representaba el partido comunista en Cataluña), con el que se significó en la lucha contra la dictadura franquista en Cataluña. Fue detenido de nuevo y condenado a ocho años de cárcel en 1962, de los cuales cumplió tres en la prisión de Burgos. Entró en la dirección del PSUC en 1967, desde donde fue uno de los principales impulsores de la formación de la Asamblea de Cataluña, que agrupaba al conjunto de fuerzas políticas democráticas. Por ello fue nuevamente detenido en 1973 y encarcelado durante tres meses.

### La transición democrática
En el inicio mismo de la transición democrática, después de la muerte de Francisco Franco, fue elegido secretario general de los comunistas catalanes, cargo en el que sustituyó a Gregorio López Raimundo en 1977. Diputado en el primer Congreso de la democracia en 1977, Antoni Gutiérrez participó en la elaboración de la Constitución Española. Luego fue conseller de la Generalidad de Cataluña provisional que presidió Josep Tarradellas. Participó en el proceso de elaboración del Estatut de Sau. Fue elegido diputado del Parlamento de Cataluña en 1980, ejerciendo el cargo de portavoz del PSUC desde 1980 a 1987.

### Eurocomunista y vicepresidente del Parlamento Europeo

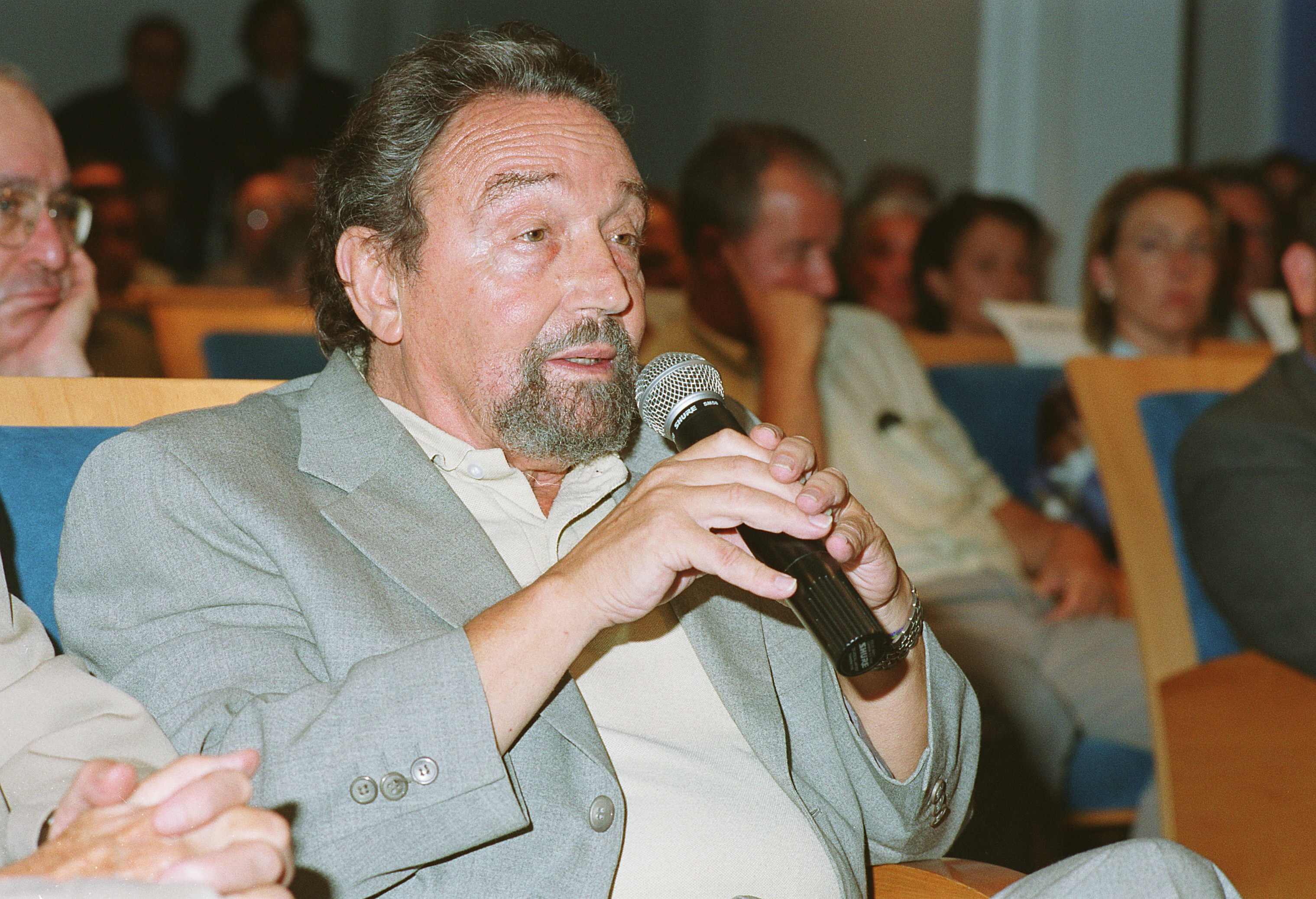
Antoni Gutiérrez Díaz en el Museo de Historia de Cataluña en 2001.

Partidario del eurocomunismo, fue relegado de la secretaria general por la línea dura prosoviética en el 5.° congreso del PSUC en 1981. La recuperaría un año después, cargo que siguió ejerciendo hasta 1986. La ruptura definitiva con la ideología leninista de los comunistas españoles y catalanes desembocó en el abandono de la denominación comunista del partido y la integración política de la izquierda española en la coalición Izquierda Unida (IU) y de la catalana en Iniciativa per Catalunya (IC), actualmente Iniciativa per Catalunya Verds (ICV). Antoni Gutiérrez jugó un papel decisivo en el cambio. 
En 1996 se autoexcluyó de la dirección de Iniciativa per Catalunya por disconformidad con la línea política catalanista de Rafael Ribó. En 1998 vuelve a formar parte de la comisión política nacional en donde participó hasta 2004. Desde 1987, centró su actividad en el proceso de construcción europea, ejerciendo el cargo de eurodiputado entre su primera elección en 1987 hasta 1999, siendo reelegido en 1989 y 1994. En la última legislatura (1994-1999) fue vicepresidente del Parlamento Europeo.

### Fallecimiento
El 30 de septiembre de 2006 sufre una parada cardiorrespiratoria en la ciudad de Santiago de Compostela, ciudad a la que había viajado para pronunciar una conferencia. A pesar de que la parada puede ser recuperada, presenta daños cerebrales irreversibles por anoxia. Es trasladado a Tarrasa donde fallece el 6 de octubre a los 77 años de edad. El 3 de octubre es galardonado por el gobierno catalán con la Medalla de Oro de la Generalitat por su decisiva contribución a la política catalana y europea del último tercio del siglo XX. La medalla fue entregada a título póstumo el 10 de noviembre de 2006, en un acto celebrado en el Salón de Sant Jordi del Palacio de la Generalidad.